# Makhanaha
Makhanaha (nep. मखनाहा) – gaun wikas samiti w środkowej części Nepalu w strefie Dźanakpur w dystrykcie Dhanusa. Według nepalskiego spisu powszechnego z 2011 roku liczył on 1425 gospodarstw domowych i 7086 mieszkańców (3500 kobiet i 3586 mężczyzn).